# Cottendorf
Cottendorf ist ein Ortsteil der Stadt Stadtilm im Ilm-Kreis (Thüringen) mit etwa 100 Einwohnern.

## Geografie
Cottendorf liegt im Tal der Ilm an der Einmündung des sieben Kilometer langen Humbachs. Die Umgebung Cottendorfs ist im Norden flach und Ackerland, während sie im Süden aus hügeliger Heidelandschaft besteht. Vorherrschende Gesteinsart ist Muschelkalk. 400 Meter östlich von Cottendorf, auf der anderen Ilmseite liegt der Ort Dörnfeld an der Ilm.

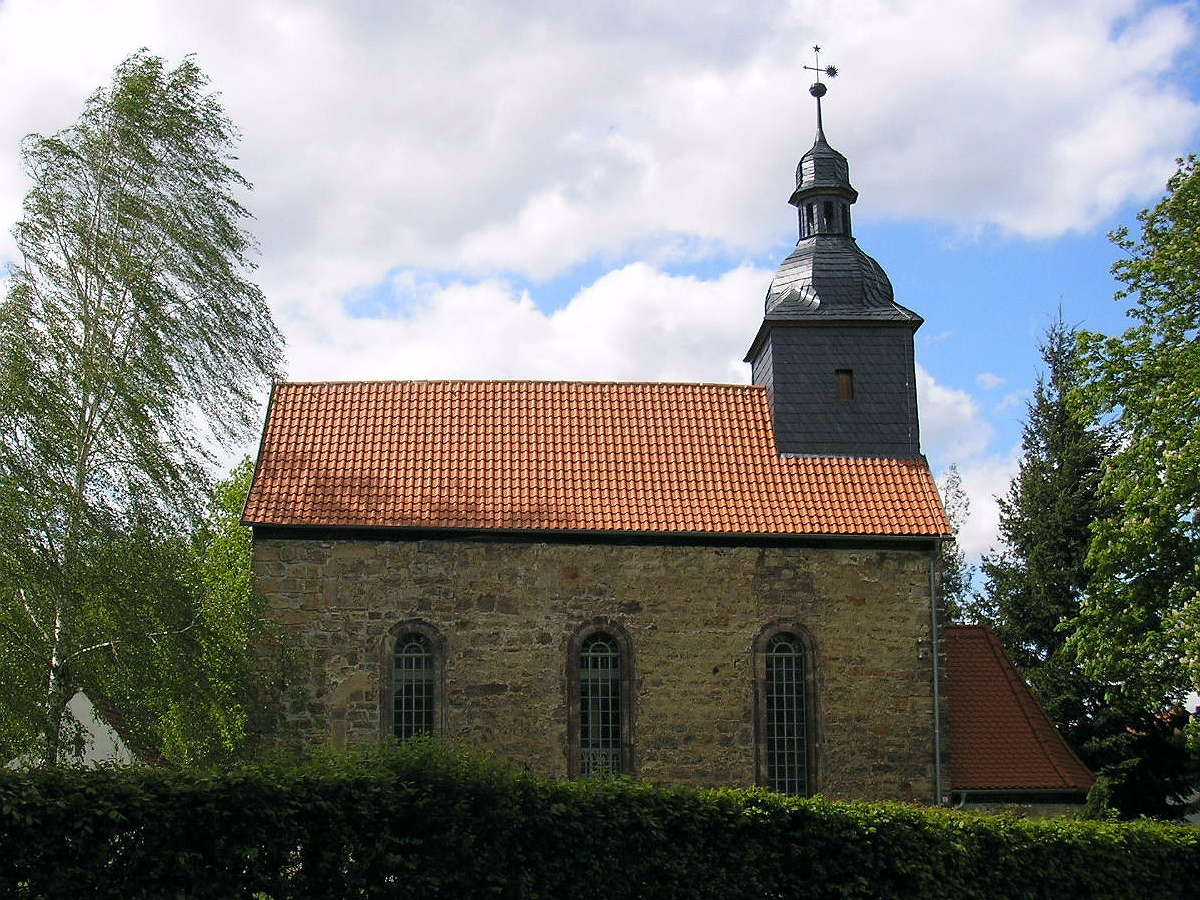
Kirche

## Geschichte
Cottendorf wurde am 20. März 1143 urkundlich erstmals erwähnt.
Bis 1920 war der Ort Teil des Amts Stadtilm in der Oberherrschaft des Fürstentums bzw. Freistaats Schwarzburg-Rudolstadt. Von 1920 bis 1952 gehörte er zum Landkreis Arnstadt. Der Landkreis wurde 1952 geteilt und Cottendorf lag fortan im verkleinerten Kreis Arnstadt. Am 6. März 1969 wurde der Ort in die Gemeinde Dörnfeld an der Ilm eingegliedert. 1994 wurden die Kreise Ilmenau und Arnstadt unter dem Namen Ilm-Kreis wieder vereint. Dörnfeld (mit Cottendorf) schloss sich am 6. April 1994 mit anderen Orten der Umgebung zur Gemeinde Singerberg zusammen, welche am 1. Juni 1996 in der Gemeinde Ilmtal aufging. Diese wurde wiederum am 6. Juli 2018 nach Stadtilm eingegliedert.
Bei Cottendorf befanden sich im 19. Jahrhundert mehrere Kalksteinbrüche.

## Kultur und Sehenswürdigkeiten
Das kulturelle Leben des Ortes wird von den vier Cottendorfer Vereinen geprägt. Zum Ort gehört die St.-Katharina-Kirche und eine evangelisch-lutherische Kirchgemeinde.
Das Freizeitheim an der Ilm liegt abseits vom Straßenverkehr, zwischen den Orten Gräfinau-Angstedt, Cottendorf und Stadtilm.

## Wirtschaft und Verkehr
Cottendorf ist ein landwirtschaftlich geprägter Ort.
Von Cottendorf führen Straßen nach Gräfinau-Angstedt, Dörnfeld an der Ilm und zur B 87 am Cottendorfer Kreuz.
Der Ilmtal-Radweg führt durch Cottendorf.